# Cầu treo São Vicente
Cầu treo São Vicente (tiếng Bồ Đào Nha: Ponte Pênsil de São Vicente) là cây cầu treo ở São Vicente, São Paulo, Brazil. Đây là cây cầu treo đầu tiên ở Brazil, dùng cho xe cộ và người đi bộ từ Morro dos Barbosas đến Japuí. Ban đầu được hình thành vào năm 1910 như một cách để chuyển nước thải ra khỏi thành phố Santos và São Vicente, việc xây dựng bắt đầu vào năm 1911 và cây cầu được khánh thành vào tháng 5 năm 1914. Nó đã được sửa chữa vào năm 2015, với các dây cáp chịu tải bị ăn mòn được thay thế.

## Vị trí
Cây cầu nằm ở São Vicente, thuộc Vùng đô thị Baixada Santista, bang São Paulo, Brazil. Nó kết nối đất liền với một hòn đảo, và nó nằm giữa Morro dos Barbosas và Japuí và nó thường được sử dụng đi lại bởi các cư dân của Japuí và Prainha. Nó kết nối São Vicente với Praia Grande, giữa Avenidas Presidente Getúlio Vargas và Engenheiro Saturnino de Brito.

## Xây dựng
Cây cầu được đề xuất lần đầu tiên vào năm 1910 bởi Ủy ban Vệ sinh Santos, do Francisco Saturnino de Brito dẫn đầu, để hỗ trợ một đường ống nước thải từ Santos và São Vicente đến Đại Tây Dương tại điểm Itaipu ở Praia Grande. Kế hoạch chi tiết sau đó đã được ủy quyền, thực thi bởi Miguel Presgrave với các công ty Trajano và Medeiros & Cia. Dự án cho cây cầu được phát triển bởi August Kloenne.
Các pontoons cho cây cầu đã được cài đặt vào năm 1911. Vật liệu cho cây cầu được nhập khẩu từ Đức, và đã chuyển đến trên mười tàu. Nó được khánh thành vào ngày 21 hoặc ngày 24 tháng 5 năm 1914, với Washington Luís (lúc đó là Thị trưởng São Paulo) là người đầu tiên đi qua cây cầu trên một chiếc xe hơi.
Cây cầu rộng 6,4 mét (21 ft) và có một nhịp 180 mét (590 ft) giữa các tháp của nó. Nó cao hơn 6,5 đến 4 mét (21 đến 13 ft) so với độ cao của biển theo thủy triều. Nó được treo trên 16 dây cáp thép, với bốn khối neo và bốn tháp kim loại phủ bê tông cao 20 mét (66 ft). Nó có thể mang tải tối đa 60 tấn. Đây là cây cầu treo đầu tiên ở Brazil. Nó được xây dựng trong thời đại mà bê tông không có sẵn, và có sàn gỗ. Cùng với việc cung cấp một liên kết giao thông, nó cũng cải thiện việc xử lý nước thải trong khu vực.
Việc bảo trì và bảo tồn cây cầu đã được hỗ trợ bởi Viện nghiên cứu Tecnológicas từ năm 1936, khi thử nghiệm tải trọng tĩnh được thực hiện để đánh giá liệu cây cầu có thể được sử dụng để chở phương tiện hay không. Các thử nghiệm về sự ăn mòn của cáp thép và gia cố tiếp theo, diễn ra vào những năm 1940.
Cây cầu đã được CONDEPHAAT đăng ký vào ngày 30 tháng 4 năm 1982.

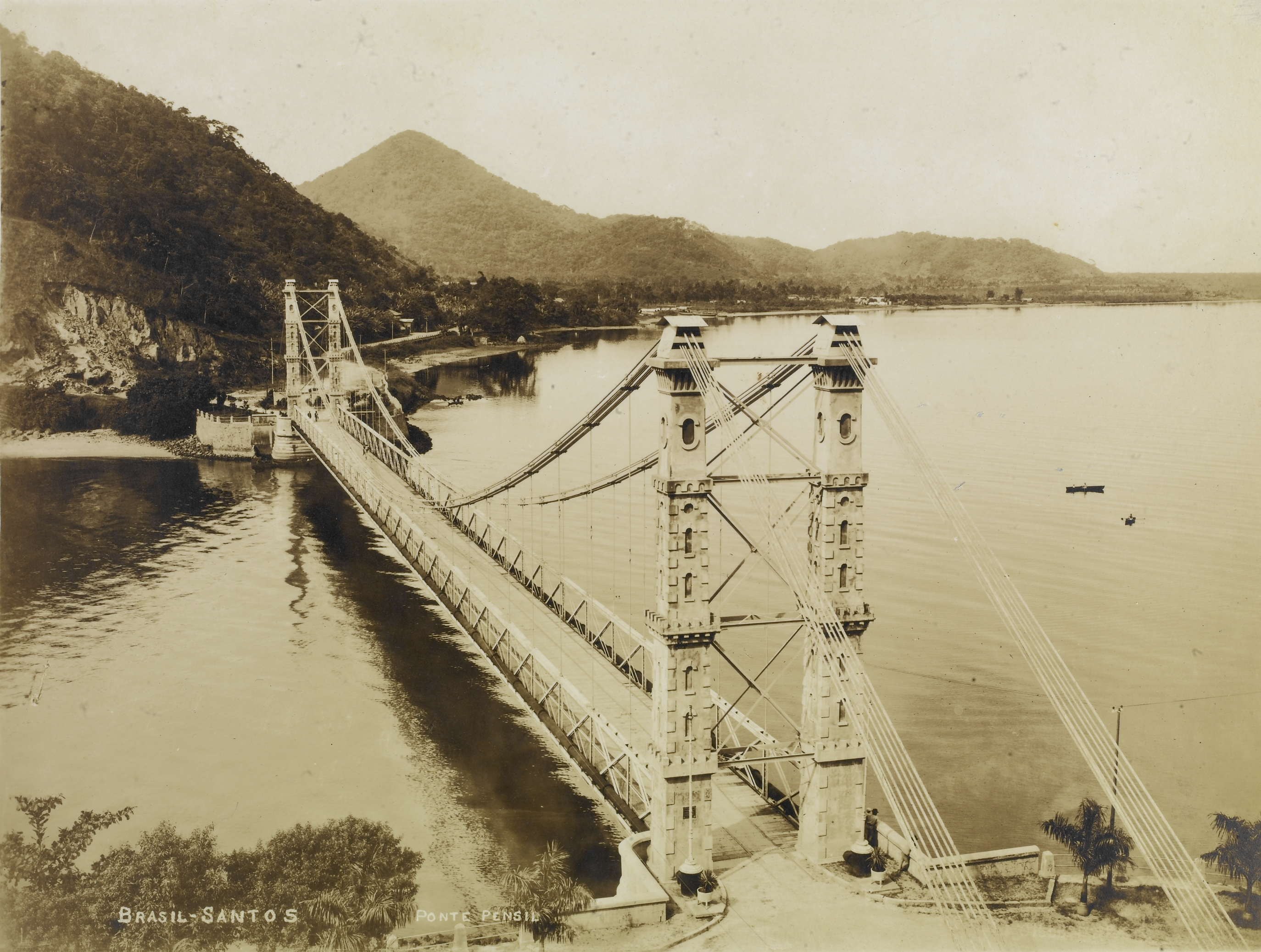
Cầu năm 1910-1915
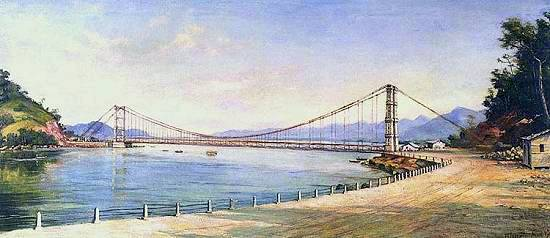
Cầu năm 1914
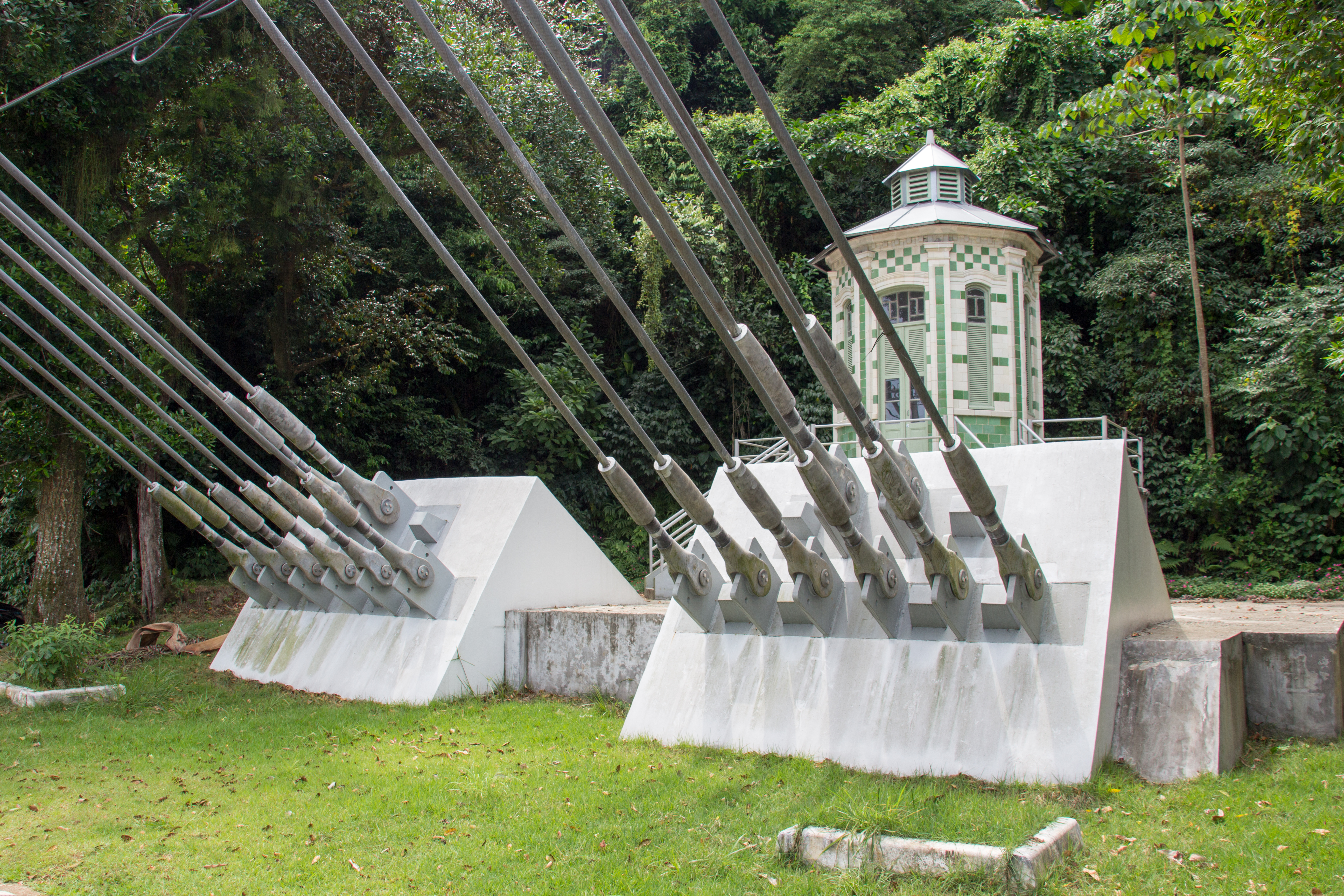
Các dây cáp neo trên bờ phía bắc
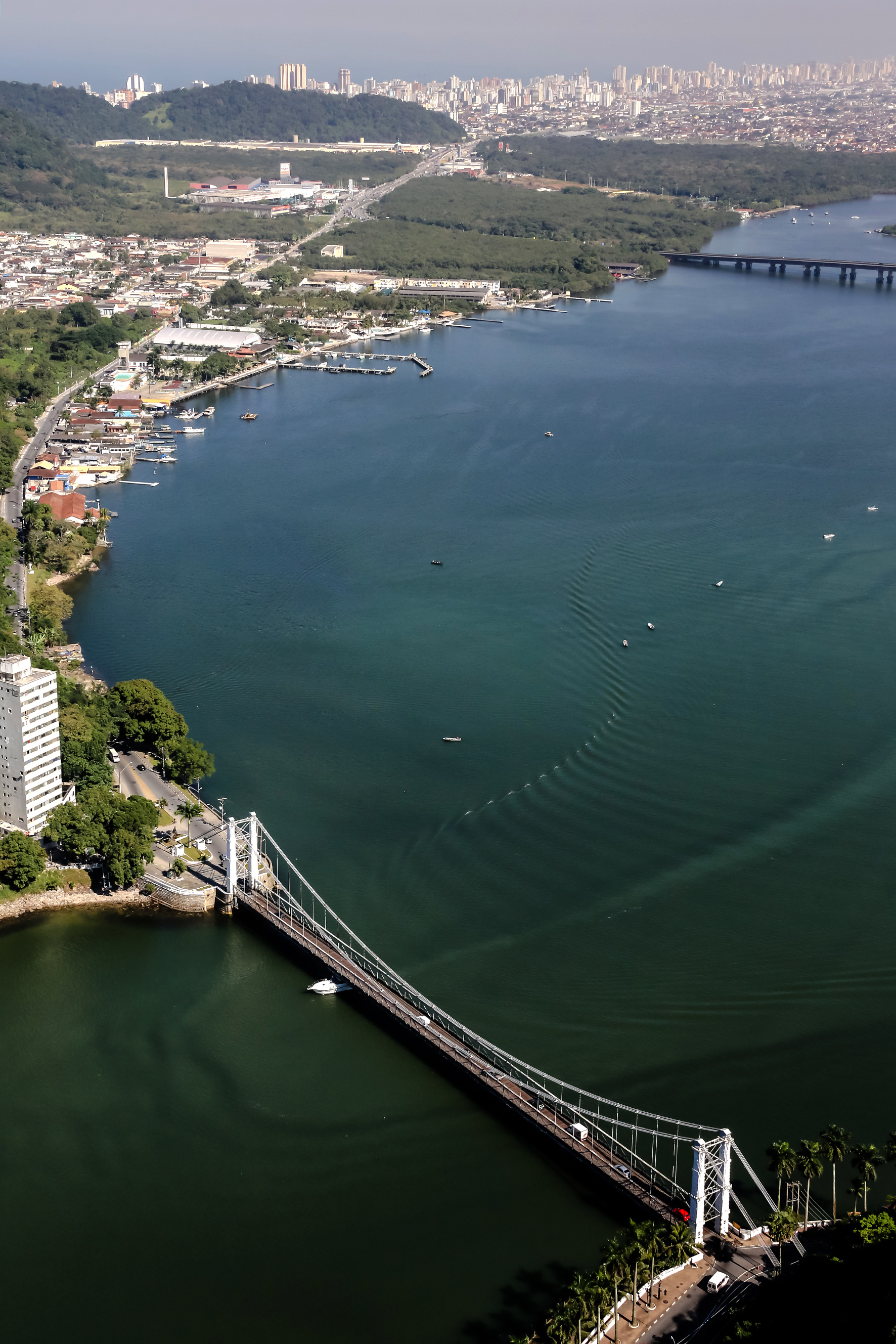
Năm 2012

## Phục hồi
Vào những năm 1990, sàn gỗ đã được thay thế, và tình trạng của dây cáp thép đã được kiểm tra, để cho phép di chuyển bằng xe cộ qua cầu. Vào thời điểm đó, dây cáp thép ban đầu đã bắt đầu bị ăn mòn.
Năm 2013, một dự án khôi phục hoàn toàn cây cầu đã được bắt đầu, dẫn đầu là Engeti. Mười sáu trong số các cáp đã được thay thế, với cáp tạm thời được giữ bởi các tháp tạm thời bên cạnh các tháp chính, cho đến khi cáp mới được nhập khẩu từ Ý có thể được lắp đặt. Các tòa tháp cũng được sửa chữa, sàn gỗ đã được thay thế, và cấu trúc được thổi và sơn lại bằng sơn chống ăn mòn. Vỉa hè được tách ra khỏi đường và dễ tiếp cận hơn trong quá trình phục hồi.
Sự phục hồi là lần phục hồi thứ năm của các cây cầu treo cáp trên thế giới, và lần đầu tiên cây cầu này đã được khôi phục. Trong khi cáp thép trên cầu treo đã được thay thế ở Trung Quốc, Châu Phi và Scotland, đây là lần đầu tiên thay thế như vậy ở Brazil.
Ban đầu nó dự kiến sẽ được mở lại khi tròn một trăm năm tuổi vào năm 2014. Tuy nhiên, việc mở lại của nó đã bị trì hoãn sáu lần do sự phức tạp của công việc sửa chữa. Sự chậm trễ đầu tiên là do các vết nứt xuất hiện trong các khối hỗ trợ cáp. Cuối cùng nó đã mở cửa trở lại vào ngày 30 tháng 10 năm 2015, với một buổi lễ khai mạc có sự tham dự của Geraldo Alckmin, Thống đốc São Paulo. Việc khôi phục cuối cùng mất 27 tháng và tiêu tốn 33 triệu R. Đèn chiếu sáng, như một phần của Tòa thị chính đã không được thay thế vào thời điểm mở cửa, đèn chiếu sáng hiện tại được duy trì thay thế. Đèn chiếu sáng mới được lắp đặt vào tháng 11 năm 2016. Một căn cứ cảnh sát cũng đã được lên kế hoạch để được Concrejato lắp đặt ở phía bên bờ Japuí, cho Cảnh sát quân sự, Bảo vệ dân sự thành phố và Cảnh sát giao thông, nhưng chưa sẵn sàng vào thời điểm mở cửa trở lại.
Cây cầu được sử dụng qua lại bởi 12.000 cư dân của khu vực địa phương, những người đã phải sử dụng Ponte do Mar Pequeno trong khi nó đang được khôi phục. Đây là một địa danh của São Vicente. Nó thường được sử dụng bởi những người dân địa phương trẻ để nhảy xuống biển, một số người đã mất tích sau khi nhảy từ cây cầu. Để đáp lại điều này, Chính quyền bang São Paulo gần đây đã quyết định cấm nhảy từ cây cầu và đặt các biển cảnh báo để cảnh báo người đi bộ.
Dây cáp thép tuấn anh hiện là nhà phân phối dây cáp thép hàng đầu tại việt nam